# Balthasar Menz der Ältere
Balthasar Menz der Ältere (auch: Mentz, Mencius, Menter, Meintz, Mentzius, Mentius; * 1500 in Herford; † 17. Juli 1585 in Eckmannsdorf) war ein evangelischer Theologe.

## Leben
Menz stammte aus einer einflussreichen Familie in Herford. Nachdem er in Deventer seine Vorbildung genossen hatte, ging er 1520 in das Kloster Unser Lieben Frauen in Magdeburg. Als das Kloster durch die Reformation zur Schule gewandelt wurde, nahm Menz am 12. Juni 1527 ein Studium an der Universität Wittenberg auf. Dort besuchte er unter anderem die Vorlesungen von Martin Luther und Philipp Melanchthon. Im Anschluss an seine Studien war er als Schullehrer in Zerbst, Langensalza und Niemegk tätig.
1538 wurde er von Luther persönlich für das Amt des Pfarrers von Eckmannsdorf ordiniert. Zwei Jahre vor seinem Tode wurde seinem Sohn Johannes das Substitut in Eckmannsdorf übertragen, da er selbst im Alter Probleme bekommen hatte sein Amt auszuführen. Ihm werden unter anderem in älterer Literatur fälschlicherweise Werke zugeordnet, die sein Sohn Balthasar Menz der Jüngere (1537–1617) im Kontext seiner Wittenberger Hochschultätigkeit verfasst hat.

## Familie
Menz war zwei Mal verheiratet. Seine erste Ehe schloss er 1536 mit Barbara († 21. Oktober 1561 in Eckmannsdorf), der Tochter des Seydaer Bürgermeisters Peter Jäger († 31. März 1532 in Seyda) und dessen Frau Anna (geb. Köselitz (Köstlitz) † 27. April 1550 in Eckmannsdorf). Seine zweite Ehe ging er mit Ursula Reinhard ein. Aus diesen zwei Ehen sind neun Söhne und sieben Töchter bekannt. Von den Kindern weiß man:
- Balthasar Menz der Jüngere (* um 1537 in Niemegk † 1. Februar 1617 in Wittenberg)
- Johannes (* 1540 in Eckmannsdorf; † 9. Mai 1598 Ebenda)[1]
- Andreas, wurde Bäcker in Wittenberg
- Martin (* Eckmannsdorf 1558 † 14. November 1582 Ebenda)
- Barbera (* 1542 in Eckmannsdorf; † 20. November 1596 Ebenda) ⚭ 1564 Erasmus Hecht
- Maria Magdalena († 1601 Eckmannsdorf) ⚭ in Wittenberg mit Nicolai Lyrae (2 S. 1 T.)
- Catharina
- Christina, Patin 1570
- Magaretha (* November 1563 in Eckmannsdorf; † Januar 1564 Ebenda)
- Anna (* 1540 † 7. April 1594 Wittenberg) ⚭ 1557 mit dem Bürgermeister in Jessen Bartel Richter
- Hermann I. († jung am 15. März 1567 in Eckmannsdorf)
- Hermann II. († jung am 19. Mai 1569 in Eckmannsdorf)
- Hermann III. († jung am 25. März 1570 in Eckmannsdorf)
- Michael († 28. Dezember 1568 in Eckmannsdorf)
- Bartholomäus († 25. März 1569 in Eckmannsdorf)